# الحميشة (لودر)

تعديل مصدري - تعديل

الحميشة هي إحدى قرى عزلة زارة بمديرية لودر التابعة لمحافظة أبين، بلغ تعداد سكانها 1257 نسمة حسب تعداد اليمن لعام 2004.